# Familia Tezanos Pinto
La familia Tezanos Pinto, descendiente de la familia Pinto de Los Tojos, Cantabria, fue una de las más emblemáticas de la aristocracia sudamericana en los siglos XIX y XX. Distintas ramas se radicaron en Argentina, Bolivia, Perú, Chile y Venezuela, dando gobernadores, primeras damas, militares y diplomáticos a esos países.
Los hermanos Tezanos Pinto se radicaron a fines del siglo XVIII en la región surandina. Sus hijos y nietos construyeron en torno a los Andes una importante red comercial, convirtiéndose en una de las familias más influyentes en la vida pública sudamericana. Entre sus miembros se encuentran el constituyente Manuel de Tezanos Pinto, la primera dama Leonor de Tezanos Pinto, el gobernador Serapio de Tezanos Pinto, etcétera.
Los descendientes de la familia Tezanos Pinto tuvieron también fuertes vínculos con la nobleza titulada europea. Entre otros, descienden de los Tezanos Pinto los duques de Fernán Núñez, del Arco, y de Bournonville, los marqueses de Casa Fuerte, de Arienzo y de Noguera, los condes de San Miguel de Carma y de Puerto Hermoso, etcétera.

## Origen

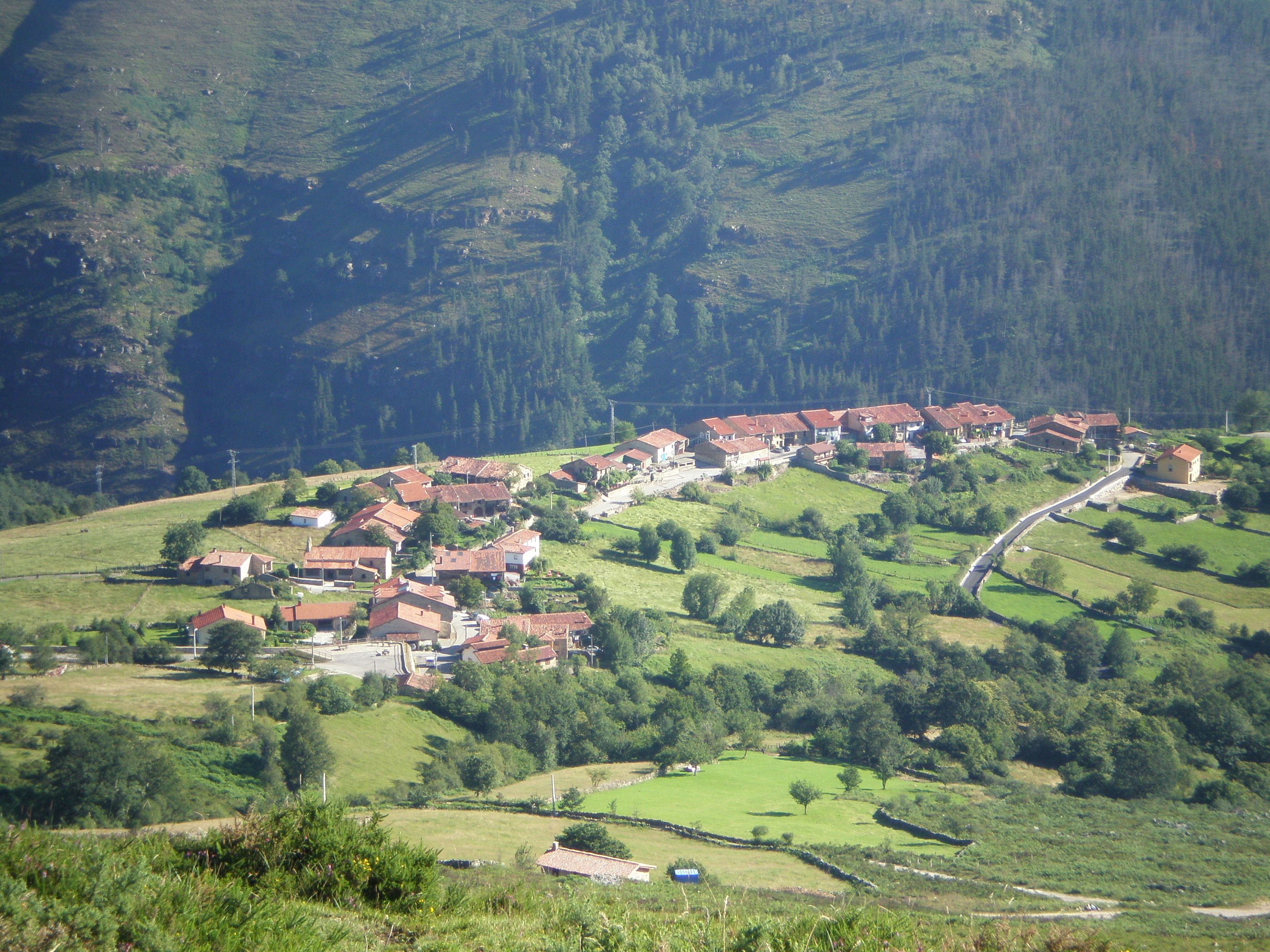
Vista del pueblo de Los Tojos, origen de la familia Tezanos Pinto.

El apellido compuesto Tezanos Pinto encuentra su origen en el matrimonio de Manuel de Tezanos y Juana Pinto, quienes casaron hacia 1759, probablemente en Los Tojos o Colsa, pueblos vecinos de donde eran oriundos los contrayentes.
Del matrimonio Tezanos Pinto nacieron por lo menos siete hijos, entre 1760 y 1781:
1. Manuel Joaquín de Tezanos Pinto, bautizado el 21 de julio de 1760 en Los Tojos, radicado en Buenos Aires, en Potosí y finalmente en San Salvador de Jujuy, de quien descienden las ramas argentinas y chilenas.
2. Juan José de Tezanos Pinto, bautizado el 7 de julio de 1764 en Los Tojos.
3. Miguel Antonio de Tezanos Pinto, bautizado el 18 de mayo de 1768 en Los Tojos, y radicado en Sucre, Alto Perú, de quien descienden los Tezanos Pinto bolivianos.
4. Joaquín de Tezanos Pinto, bautizado el 6 de septiembre de 1771 en Los Tojos, radicado también en San Salvador de Jujuy, ciudad de la que fue vecino.
5. Simón de Tezanos Pinto, bautizado el 9 de julio de 1775 en Los Tojos, poseedor de una capellanía colativa en el valle de Cabuérniga.
6. Juan Antonio de Tezanos Pinto, bautizado el 28 de abril de 1778 en Los Tojos, avecindado en Sucre donde fue comerciante en sociedad con sus hermanos Manuel y Miguel.
7. José de Tezanos Pinto, bautizado el 16 de mayo de 1781 en Los Tojos, trabajador de la Compañía de Aljameles de la Aduana en Cádiz.[2]

### Los Tezanos
El novio era Manuel de Tezanos Rubín de los Ríos, bautizado el 19 de enero de 1732 en la parroquia Santa María de Colsa. Fue hijo de Manuel de Tezanos Rubín Tezanos y de Manuela de los Ríos Rebollo, ambos empadronados en el Catastro de Ensenada como del estado noble. A su vez, fue nieto paterno de Manuel de Tezanos Rubín y de Manuela de Tezanos, y nieto materno de Juan de los Ríos y de María Rebollo.
El apellido Tezanos sería toponímico, haciendo referencia a la localidad homónima en el valle de Carriedo, donde la familia Tezanos habría tenido su solar de origen. Sin embargo, posteriormente se extendió a otras localidades de Cantabria, siendo un linaje con casas importantes en el siglo XVIII, en Cabuérniga, en Los Tojos, Terán y La Miña, en Bostronizo, etcétera.

### Los Pinto
La novia era Juana Pinto González de los Ríos, bautizada el 8 de septiembre de 1737 en la parroquia de San Miguel de Los Tojos. Su padre, Simón Pinto de las Conchas, se dedicó al comercio en Cabuérniga y en Cádiz, donde fue propietario de una taberna y tierna de comestibles, y donde testó el 22 de noviembre de 1739. Su madre, Antonia González de los Ríos, fue empadronada por el marqués de la Ensenada como vecina del lugar de los Los Tojos, del estado noble. Los abuelos paternos de Juana Pinto fueron Juan Pinto y María de las Conchas, y los maternos Juan González de los Ríos Calderón y María de los Ríos.

Aunque la familia Pinto se encontró radicada en el valle de Cabuérniga desde por lo menos el siglo XVI, estando desde entonces empadronados allí como hidalgos, su origen más remoto podría encontrarse en Portugal. Así lo sostiene el historiador Miguel Sáchez Gómez, quien afirma que una ruta comercial relacionada con la ebanistería habría llevado a familias lusitanas a instalarse en la región:
En este sentido, y como originalidad del valle, cabe indicar que un importante contingente de la emigración cabuérniga se dirigía hacia Portugal a mediados del siglo XVIII; de hecho, hay algunos apellidos portugueses entre los vecinos del valle, como Pinto y Almeida.
Algunos descendientes de la familia Pinto, primos de los Tezanos Pinto, también se radicaron en Sudamérica. Entre ellos se destacaron los presidentes chilenos Francisco Antonio y Aníbal Pinto, el general Manuel Guillermo Pinto, gobernador de Buenos Aires, la primera dama Enriqueta Pinto de Bulnes, etcétera.

## Escudo de armas

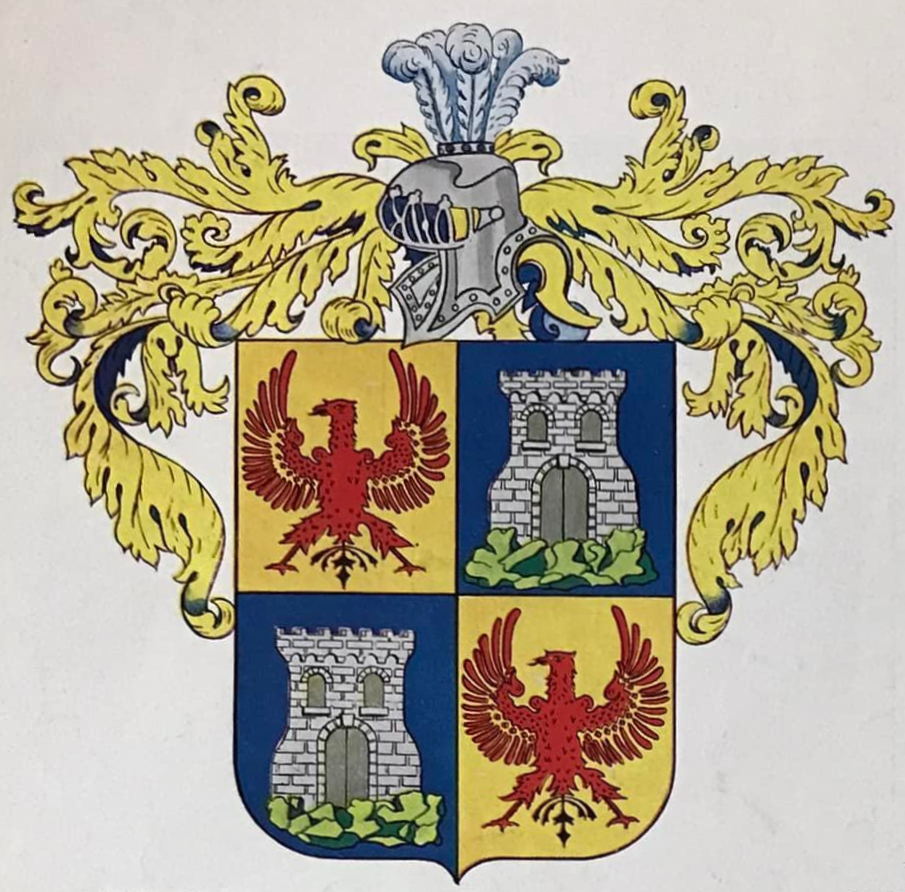
Escudo de la familia Tezanos Pinto

Los descendientes del matrimonio Tezanos Pinto, en sus distintas ramas sudamericanas, llevaron como propias las armas de la familia Tezanos, que les correspondían por varonía. Éstas son descriptas por los hermanos Alberto y Arturo García Carraffa: Cuartelado: 1° y 4°, de oro con un águila de gules explayada, y 2° y 3°, de azur, con una torre o castillo de plata sobre una peña verde.

Este escudo de armas fue asimismo confirmado por José de Rújula y Ochotorena, VIII marqués de Ciadoncha y rey de armas de España, a favor de Manuel de Tezanos Pinto y Segovia, el 24 de febrero de 1935 en Madrid. En dicha certificación de blasones afirma Rújula y Ochotorena lo siguiente:
Aponte asegura tiene su origen en las montañas de Burgos y Asturias de Santillana, lo que confirma el citado Don Francisco de Mendoza, afirmando tienen su solar y casa muy antigua entre Santander y Cabuérniga, de muy nobles y antiguos hijosdalgo, de donde salieron para diferentes partes y lugares.
Justificaron la nobleza del apellido ante el Tribunal de la Real Chancillería de Valladolid, Don Francisco Pérez de Tezanos, originario de Bárcena y vecino de Jerez de la Frontera, en 1766, y en 1799 Don Julián de Juan y Tezanos, natural y originario de Bárcena Mayor, vecino de Murcia, Abogado de los Reales Colegios [...].

José de Rújula y Ochotorena, 24 de febrero de 1935, Madrid

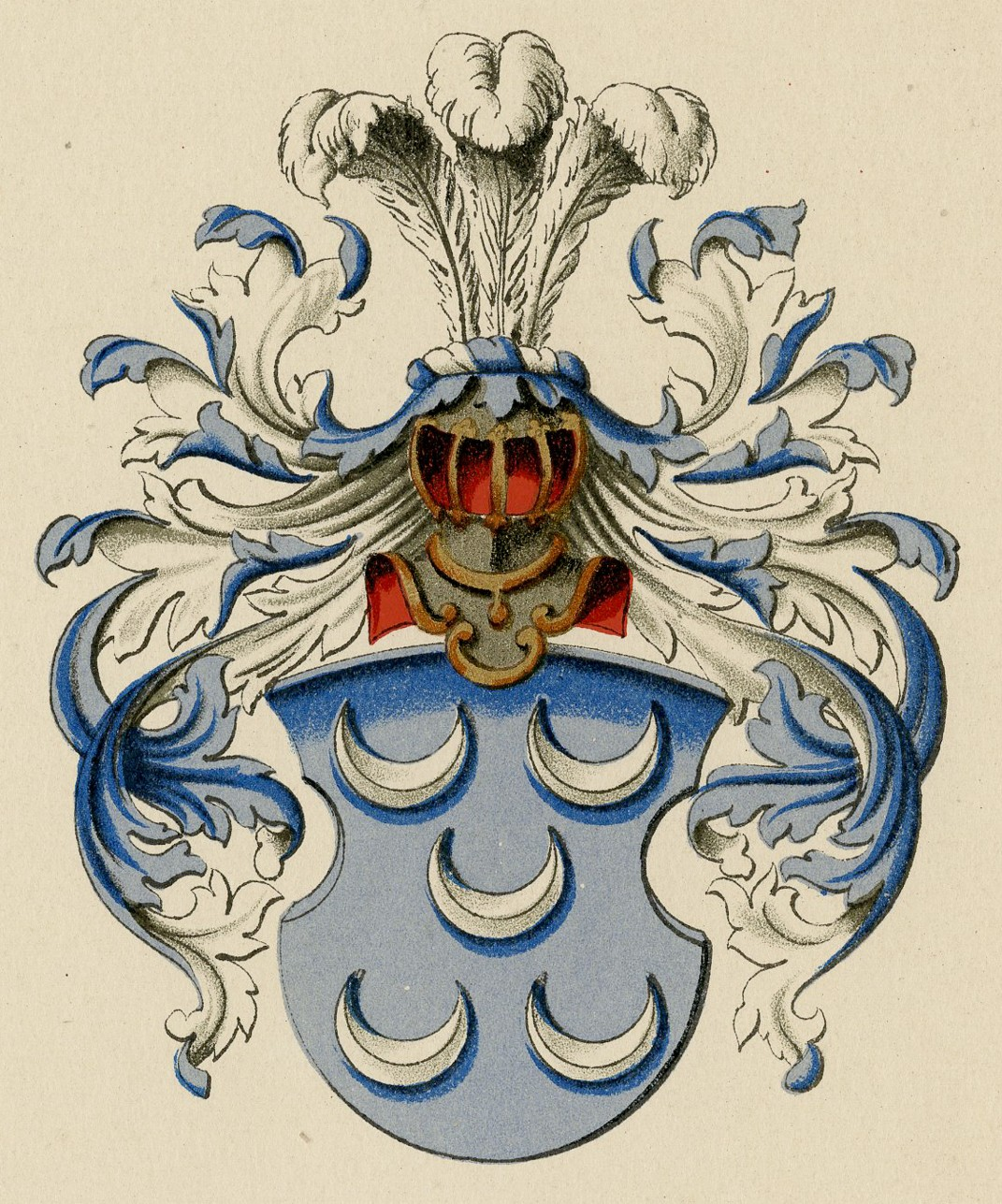
Armas de la familia Pinto de Los Tojos

Entre otros ejemplos, los Tezanos Pinto han ostentado su escudo de armas en la estancia San Eusebio de Maciá de Entre Ríos, propiedad de la rama Goldaracena Tezanos Pinto, en un árbol genealógico de los descendientes de David de Tezanos Pinto y Corina Torres Agüero, y en un anillo blasonado que llevaba el político venezolano Jorge Olavarría de Tezanos Pinto.
Sin embargo, los descendientes de la familia Tezanos Pinto podrían también llevar como escudo de armas el blasón de los Tezanos partido con el de los Pinto de Los Tojos. Dichas armas pueden ser descriptas de la siguiente manera: Partido: 1° cortado: 1) y 4) de oro, el águila explayada de gules; 2) y 3) de azur, la torre de plata sobre una peña verde, que es Tezanos. 2° de azur, cinco crecientes de plata puestos en sotuer, que es Pinto

## Los Tezanos Pinto en Argentina

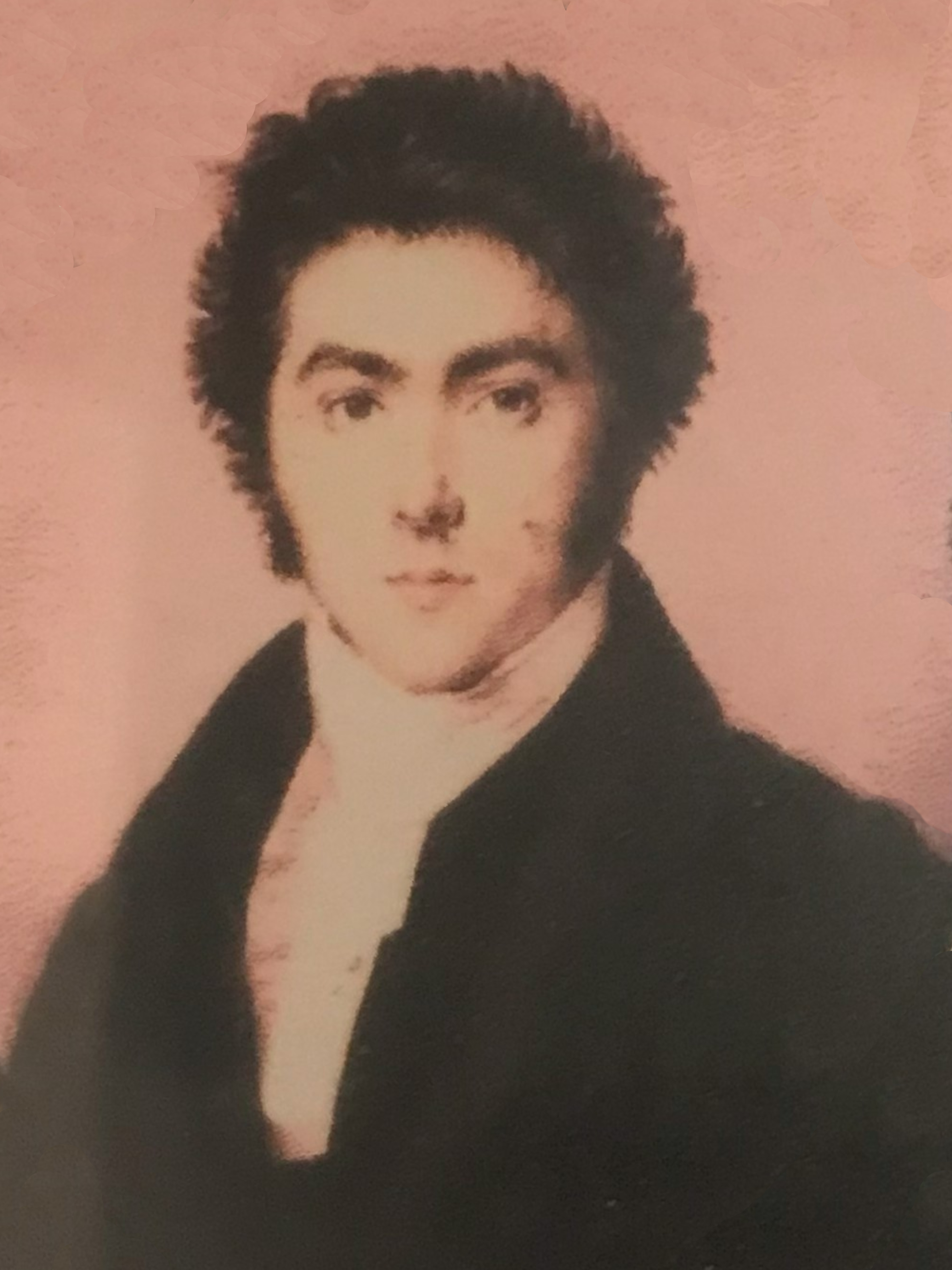
El constituyente Manuel de Tezanos Pinto

La rama argentina de la familia Tezanos Pinto desciende de Manuel Joaquín de Tezanos Pinto, quien luego de ejercer el comercio en Buenos Aires y Potosí se instala en San Salvador de Jujuy. Allí contrae matrimonio el 18 de enero de 1795, en su Catedral de San Salvador, con Josefa Martina Sánchez de Bustamante González de Araujo, jujeña, hermana de Teodoro Sánchez de Bustamante, firmante de la Declaración de la Independencia Argentina.
El matrimonio Tezanos Pinto Sánchez de Bustamante tuvo catorce hijos, que junto a su padre formarían una influyente red comercial alrededor de la sociedad "Tezanos Pinto y Cía", que se convertiría en la más influyente de la región surandina. La familia protagonizaría la vida política en Jujuy durante los siglos XIX y XX, encontrándose entre sus miembros el constituyente Manuel de Tezanos Pinto, el gobernador delagado Serapio de Tezanos Pinto, el gobernador interino Mariano de Tezanos Pinto, y los gobernadores Daniel Ovejero de Tezanos Pinto, Daniel Aráoz de Tezanos Pinto, y Teófilo Sánchez de Bustamante de Tezanos Pinto.

En algún momento, algunos descendientes de Manuel Joaquín de Tezanos Pinto se radicaron en otras provincias argentinas: en Salta nació la familia García Pinto, en Entre Ríos se instaló Manuel de Tezanos Pinto Eguía, fundando allí la localidad de Tezanos Pinto, y en Buenos Aires se avecindaron los hermanos Jacobo y David de Tezanos Pinto, con dilatada sucesión en esa ciudad.

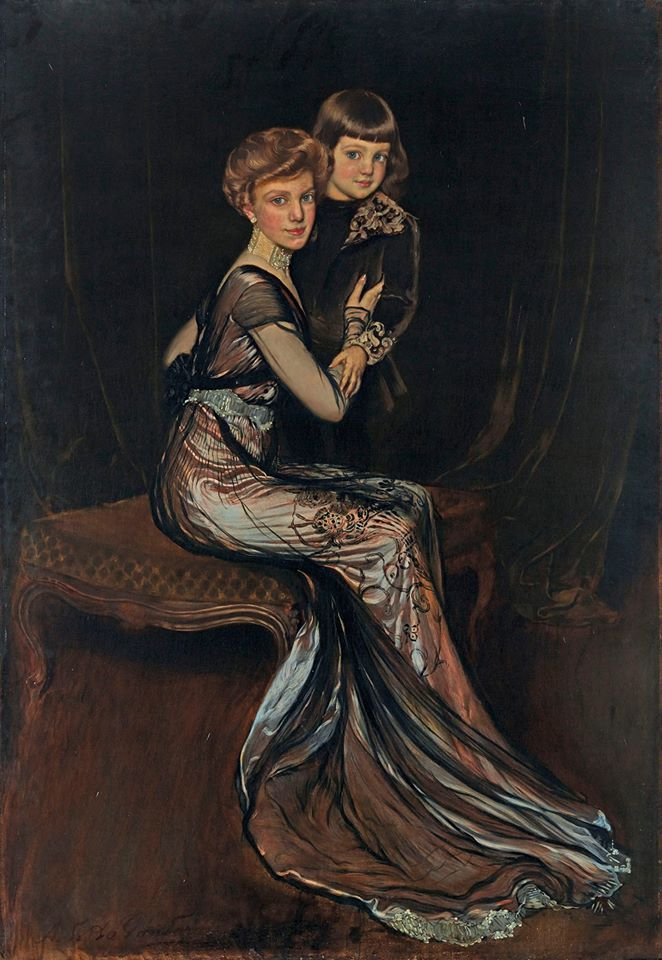
Leonor Uriburu Tezanos Pinto y su hijo Emilio de Anchorena.

### Descendencia en Argentina
- Leonor Tezanos Pinto, primera dama, mujer de José Evaristo Uriburu.
- Manuel de Tezanos Pinto, comerciante y funcionario español en Jujuy.
- Manuel de Tezanos Pinto, diputado y constituyente jujeño.
- Serapio de Tezanos Pinto, gobernador delegado jujeño.
- José Evaristo Uriburu Tezanos Pinto, embajador ante Reino Unido.
- Daniel Ovejero de Tezanos Pinto, gobernador de Jujuy.
- Teófilo Sánchez de Bustamante Tezanos Pinto, gobernador de Jujuy.
- Daniel Aráoz de Tezanos Pinto, gobernador de Jujuy.
- Mariano de Tezanos Pinto, gobernador interino de Jujuy.
- Jorge de Tezanos Pinto, cónsul general argentino ante Perú.
- Carlos Gómez Álzaga, embajador argentino ante Francia.[n. 1]
- Martín Torino de Tezanos Pinto, abogado y empresario minero jujeño.
- David de Tezanos Pinto, presidente del Colegio de Abogados de Buenos Aires.
- César de Tezanos Pinto, vicedecano de la Facultad de Derecho de Buenos Aires.
- Eliseo Peña Sánchez de Bustamante, gobernador interino de Jujuy.

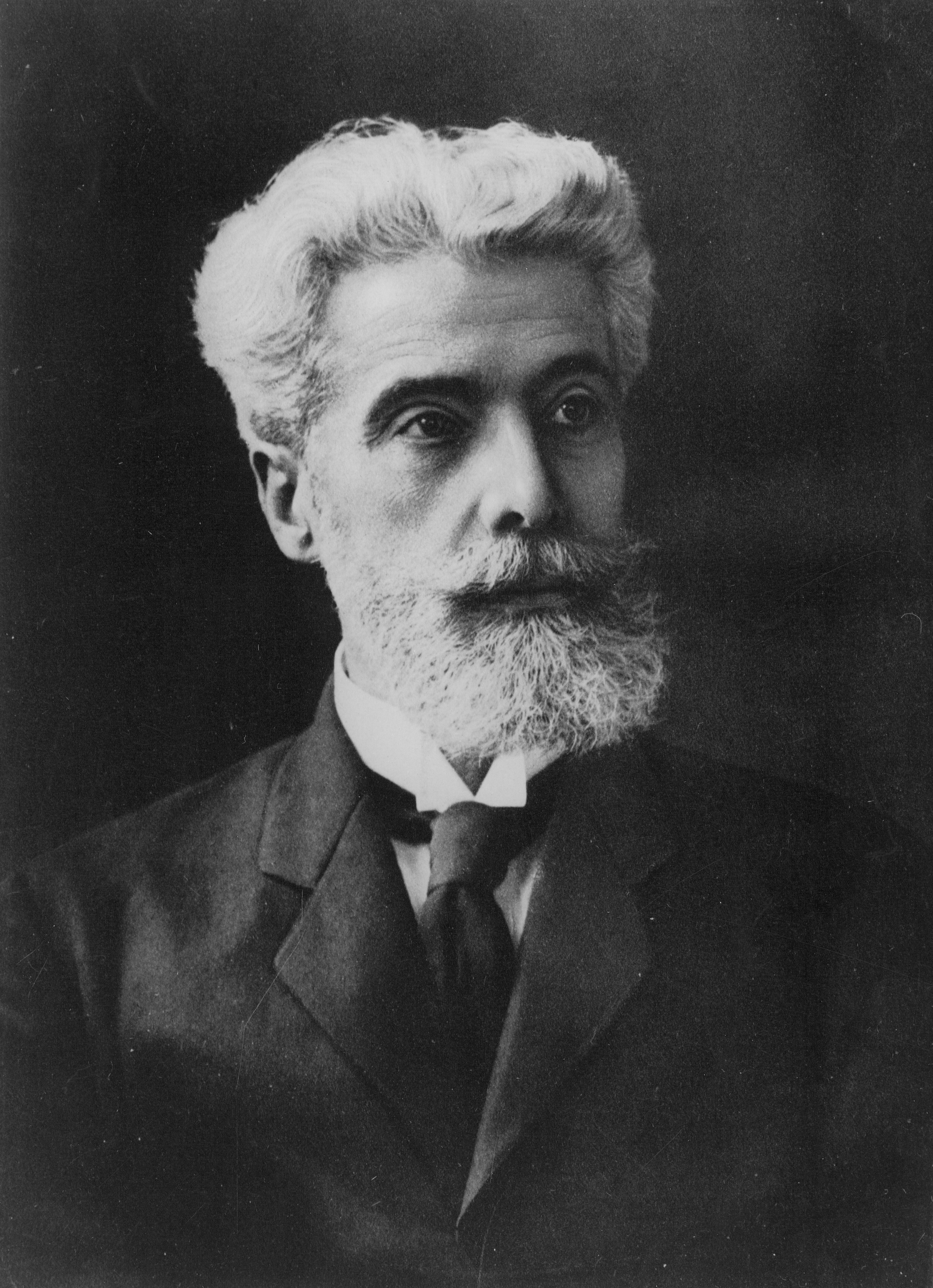
Dr. David de Tezanos Pinto, primer decano de la Facultad de Ciencias Económicas de Buenos Aires

- Dr. David de Tezanos Pinto, primer decano de la Facultad de Ciencias Económicas de Buenos AiresPaula Cahen d'Anvers Tezanos Pinto, diseñadora de moda y empresaria.
- Tomás Estanislao Dardanelli, autor de diversos trabajos históricos sobre la familia Tezanos Pinto.[n. 2]
- Jacinta de Tezanos Pinto, mujer del gobernador jujeño Pedro José del Portal.
- Isolina de Tezanos Pinto, mujer del gobernador jujeño Martín Torino Santibáñez.
- Rosalía de Tezanos Pinto, mujer del gobernador Jorge Benjamín Villafañe
- Ester García Tezanos Pinto, mujer del gobernador salteño Avelino Figueroa.
- Marta Cecilia Carrillo Peña,[n. 3] mujer del gobernador Julio César Aranguren.
- Florencia de Tezanos Pinto, mujer de Miguel Aráoz, guerrero de la Independencia.
- Carmen de Tezanos Pinto, mujer del abogado y ministro Indalecio Gómez.
- Fidela Villalain Tezanos Pinto, mujer de Domingo T. Pérez, presidente del Senado.
- Silvia Inés Foster de Tezanos Pinto, mujer del constituyente Norberto La Porta.
- Aída Quinteros Bustamante,[n. 4] mujer del ministro Luis María de Pablo Pardo.
- Carmen Gómez Errázuriz,[n. 5] mujer del ministro Hipólito Jesús Paz.
- Jaime Indalecio Gómez Errázuriz,[n. 6] marido de la condesa Ana María Lovatelli.

## Los Tezanos Pinto en Bolivia

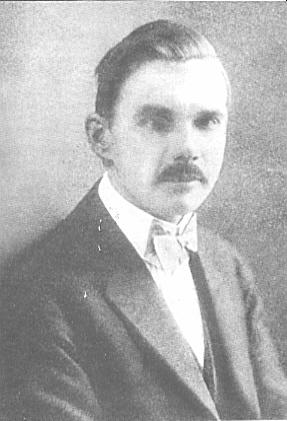
Canciller Arturo Gutiérrez de Tezanos Pinto

La familia Tezanos Pinto se asentó en Bolivia a través de dos de sus ramas: la mayor, radicada allí a fines del siglo XVIII, y la menor, que se instaló en ese país a fines del siglo XIX.
La rama mayor de los Tezanos Pinto bolivianos fue fundada por Miguel Antonio de Tezanos Pinto, quien de Los Tojos pasó a la ciudad de Sucre, donde fue comerciante principal. Contrajo matrimonio en primeras nupcias allí con María del Carmen Flores del Campo Alvarado, y en segundas nupcias en 1816 con María Candelaria de Ormaechea Flores. Entre sus hijos María Cleofé de Tezanos Pinto Flores del Campo se casó con Domingo de Herboso Astoraica, IV conde de San Miguel de Carma.
La rama menor de los Tezanos Pinto de Bolivia reconoce como su genearca al salteño Jorge de Tezanos Pinto Beeche. Nombrado ministro plenipotenciario de Argentina ante el gobierno boliviano, contrajo matrimonio el 28 de abril de 1872 en La Paz con Adela Caso Vidal. De la prolífica pareja desciende una numerosa sucesión paceña, entre cuyos miembros se encuentra el canciller Arturo Gutiérrez de Tezanos Pinto, la escritora Verónica Ormachea Gutiérrez y varios diplomáticos bolivianos.

### Descendencia en Bolivia
- Cleofé de Tezanos Pinto, condesa consorte de San Miguel de Carma.
- Arturo Gutiérrez de Tezanos Pinto, canciller y ministro de Economía.

- David Tezanos Pinto, defensor del pueblo de Bolivia.
- Verónica Ormachea Gutiérrez, destacada escritora boliviana.[n. 7]
- Esther Urquidi Tezanos Pinto, mujer del embajador Carlos Dorado Chopitea.
- Hortensia de Tezanos Pinto, mujer del cónsul Arturo Gutiérrez Lea Plaza.
- María Elena Urquidi y Urquidi Tezanos Pinto, mujer del senador Rodrigo Paz Pereira.

## Los Tezanos Pinto en Chile

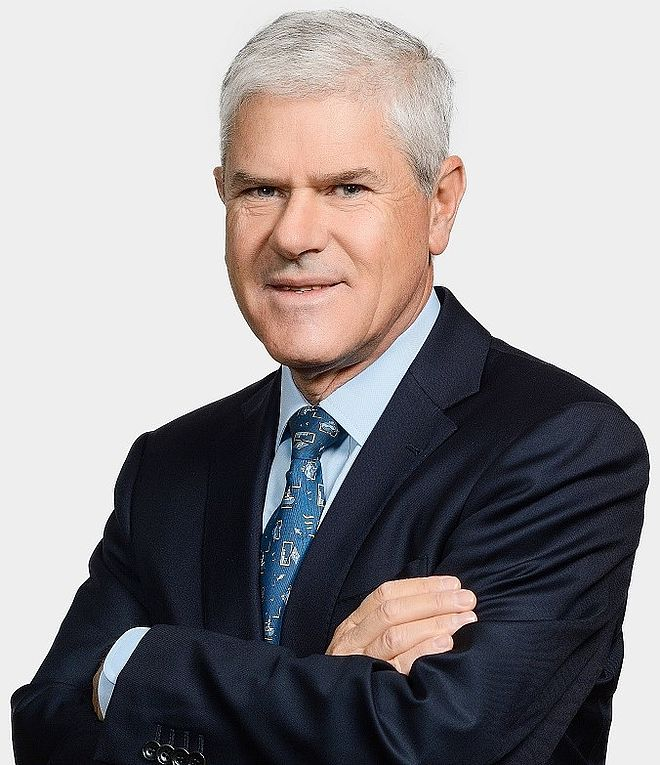
Ricardo de Tezanos Pinto, presidente del Banco del Estado de Chile

Los Tezanos Pinto chilenos descienden de José Manuel de Tezanos Pinto, político jujeño que debió exiliarse de la Argentina luego de caer la Liga del Interior y comenzar una amplia persecución contra los miembros del Partido Unitario. Avecindado en Valparaíso, el 24 de enero de 1839 contrajo matrimonio en su Iglesia de la Matriz con la chilena Carolina Grimwood Allende.
Luego de la guerras civiles argentinas la mayoría de la familia retornó a Argentina, pero dos de sus hijos, Esther e Isaac de Tezanos Pinto Grimwood, permanecieron en Chile, donde tuvieron dilatada sucesión. Entre sus descendientes se encuentran el banquero Ricardo de Tezanos Pinto, el periodista Manuel de Tezanos-Pinto, y el empresario Pablo Yrarrázaval.

### Descendencia en Chile
- Ricardo de Tezanos Pinto, presidente del Banco del Estado de Chile.
- Manuel de Tezanos-Pinto, periodista deportivo y humorista.
- Pablo Yrarrázaval Tezanos Pinto, presidente de la Bolsa de Comercio.
- Hortensia Urquidi de Tezanos Pinto, esposa del ministro Pedro Álvarez Suárez.
- Esther Saavedra Yoacham, primera Miss Chile en competir en Miss Universo.
- Adriana Saavedra Yoacham, mujer del actor y director Lautaro Murúa Herrera.

## Los Tezanos Pinto en Perú

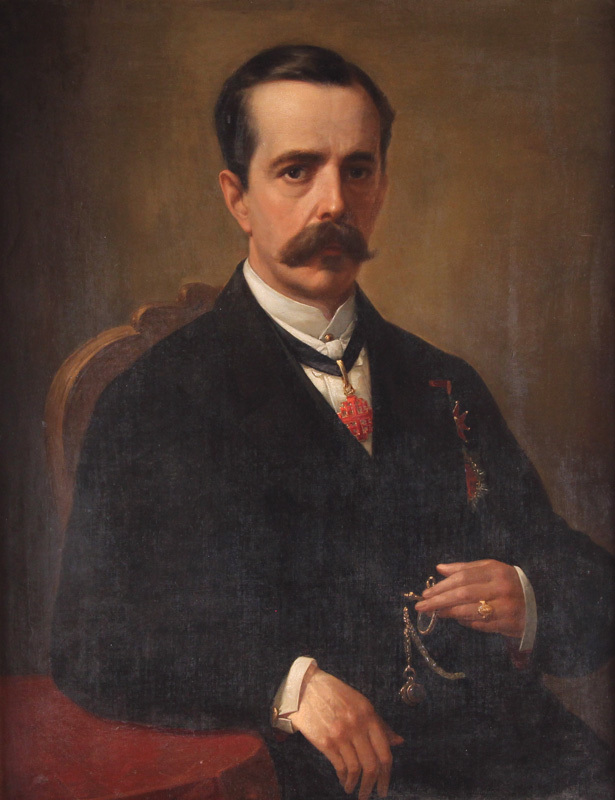
Jorge de Tezanos Pinto, fundador de la rama peruana de la familia

Debido a sus intereses comerciales, el jujeño Jorge de Tezanos Pinto se radicó a mediados del siglo XIX en Perú. Años más tarde se desempeñaría en Lima como embajador de El Salvador, cónsul argentino, y Decano del Cuerpo Diplomático de esa ciudad.
Allí vivió con su esposa paceña Leonor Segovia del Rivero, con quien fue padre de diecisiete hijos. Varios de ellos se dedicaron también a la función diplomática, permaneciendo la mayoría en el Perú, y asentándose otros de ellos en Argentina, Venezuela y Colombia. Entre los descendientes de Jorge de Tezanos Pinto que se destacaron en Perú se encuentra el ministro Jaime Freundt-Thurne Oyanguren de Tezanos Pinto y la limeña Leonor de Tezanos Pinto, que por casarse con el presidente José Evaristo Uriburu se desempeñó como primera dama de Argentina.

### Descendencia en Perú
- Enrique de Tezanos Pinto, embajador ante la Argentina y Venezuela.
- Víctor de Tezanos Pinto, diputado por Moyobamba.
- María Josefa de Tezanos Pinto, mujer del ministro Enrique Oyanguren Saavedra.
- Mercedes Urquidi de Tezanos Pinto, mujer del embajador Ricardo Rivera Schreiber.
- Jaime Freundt-Thurne Oyanguren de Tezanos Pinto, ministro de Salud.

## Los Tezanos Pinto en Colombia y Venezuela
Entre los hijos del diplomático jujeño Jorge de Tezanos Pinto, radicado en Perú, se encontraba Ernesto de Tezanos Pinto Segovia, bautizado en la ciudad de Lima. Su carrera diplomática lo llevó a vivir en Bogotá, ciudad en la que se casó con la colombiana María de la Cuadra Jaramillo.
Los hijos, nietos y bisnietos del matrimonio se asentaron a su vez en Bogotá, Lima y Caracas. Entre sus descendientes, su hija Consuelo de Tezanos Pinto se casó con el embajador Henrique Castro Gómez, y su nieto Jorge Olavarría de Tezanos Pinto fue diputado y constituyente en Venezuela.

### Descendencia en Venezuela
- Consuelo de Tezanos Pinto, mujer del embajador Henrique Castro Gómez.
- Jorge Olavarría de Tezanos Pinto, diputado y constituyente.

## Los Tezanos Pinto en España
Aunque el apellido se halla extinguido en su España de origen, dos ramas de la familia Tezanos Pinto se radicaron nuevamente allí: los Peralta Ramos de Tezanos Pinto y los Anchorena Uriburu de Tezanos Pinto.

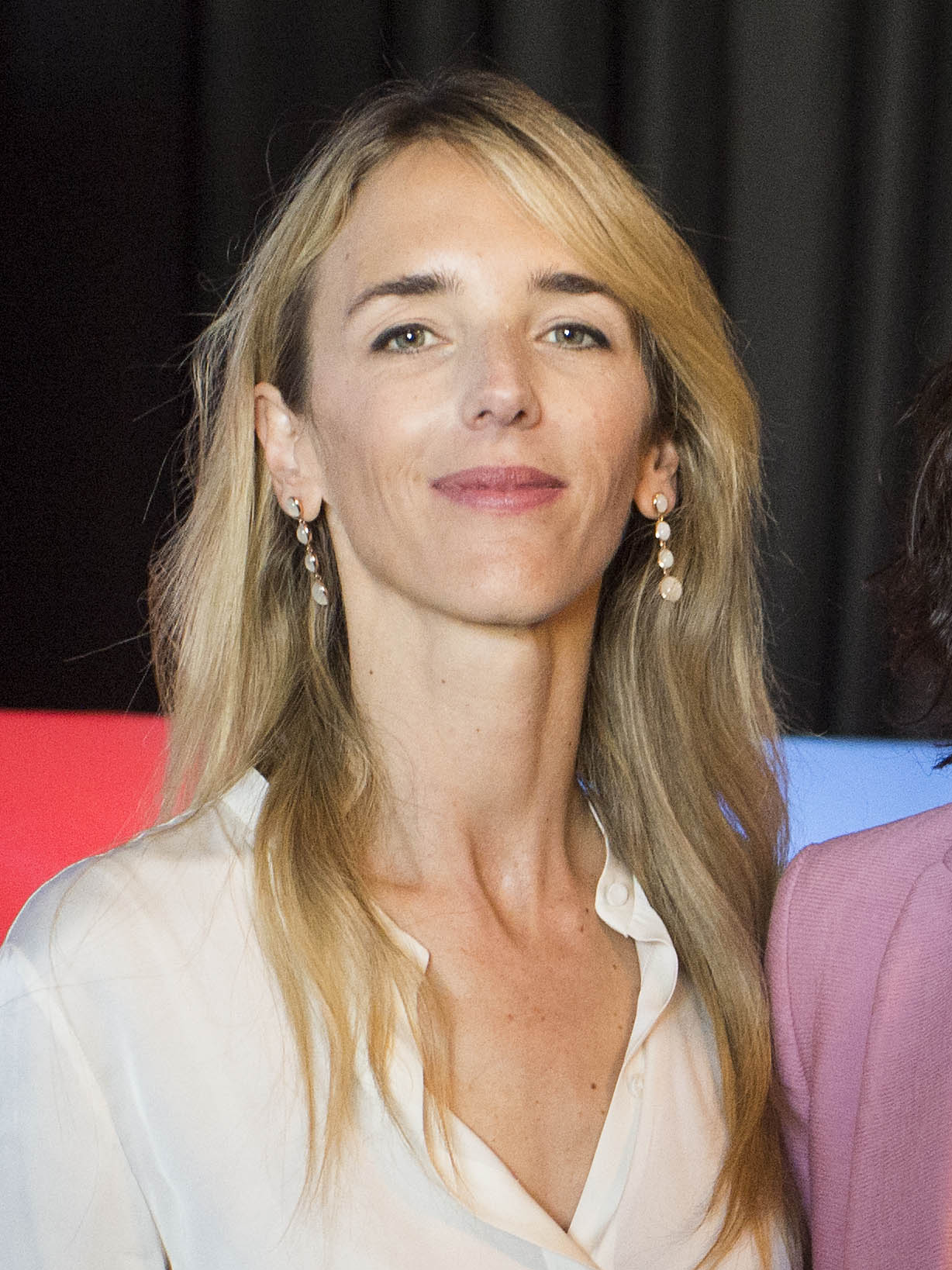
Diputada Cayetana Álvarez de Toledo, XIII marquesa de Casa Fuerte

Patricia Peralta Ramos, hija de Alfredo Peralta Ramos de Tezanos Pinto y tataranieta de Manuel de Tezanos Pinto, contrajo matrimonio en primeras nupcias con Juan Illán Álvarez de Toledo, XIII marqués de Casa Fuerte. Su hija única Cayetana Álvarez de Toledo y Peralta Ramos, XIV marquesa de Casa Fuerte, se desempeña como diputada a las Cortes Generales por Cataluña. Ella a su vez tuvo sucesión de su matrimonio con José Joaquín Güell, de la familia de los marqueses de Gélida y vizcondes de Güell.
Por su parte, María de las Mercedes de Anchorena Uriburu, bisnieta de Jorge de Tezanos Pinto, contrajo nupcias el 24 de junio de 1931 en París con Manuel Felipe Falcó y Álvarez de Toledo, V duque de Fernán Núñez. Los hijos y nietos del matrimonio son titulares de diversos ducados, marquesados y condados españoles, varios de ellos con Grandeza de España.

### Descendencia en España
- Cayetana Álvarez de Toledo, XIII marquesa de Casa Fuerte, diputada.[n. 8]
- Manuel Falcó Anchorena, VI duque de Fernán Núñez, grande de España.[n. 9]
- Mercedes Falcó Anchorena, VI duquesa del Arco, grande de España.[n. 10]
- Mercedes de Soto Falcó, duquesa consorte de Bournonville.[n. 11]
- Fernando de Soto Falcó, XV marqués de Arienzo, grande de España.[n. 12]
- Tristán Jaime de Soto Falcó, X marqués de Noguera.[n. 12]
- Manuel de Soto Falcó, VI conde de Puerto Hermoso.[n. 12]

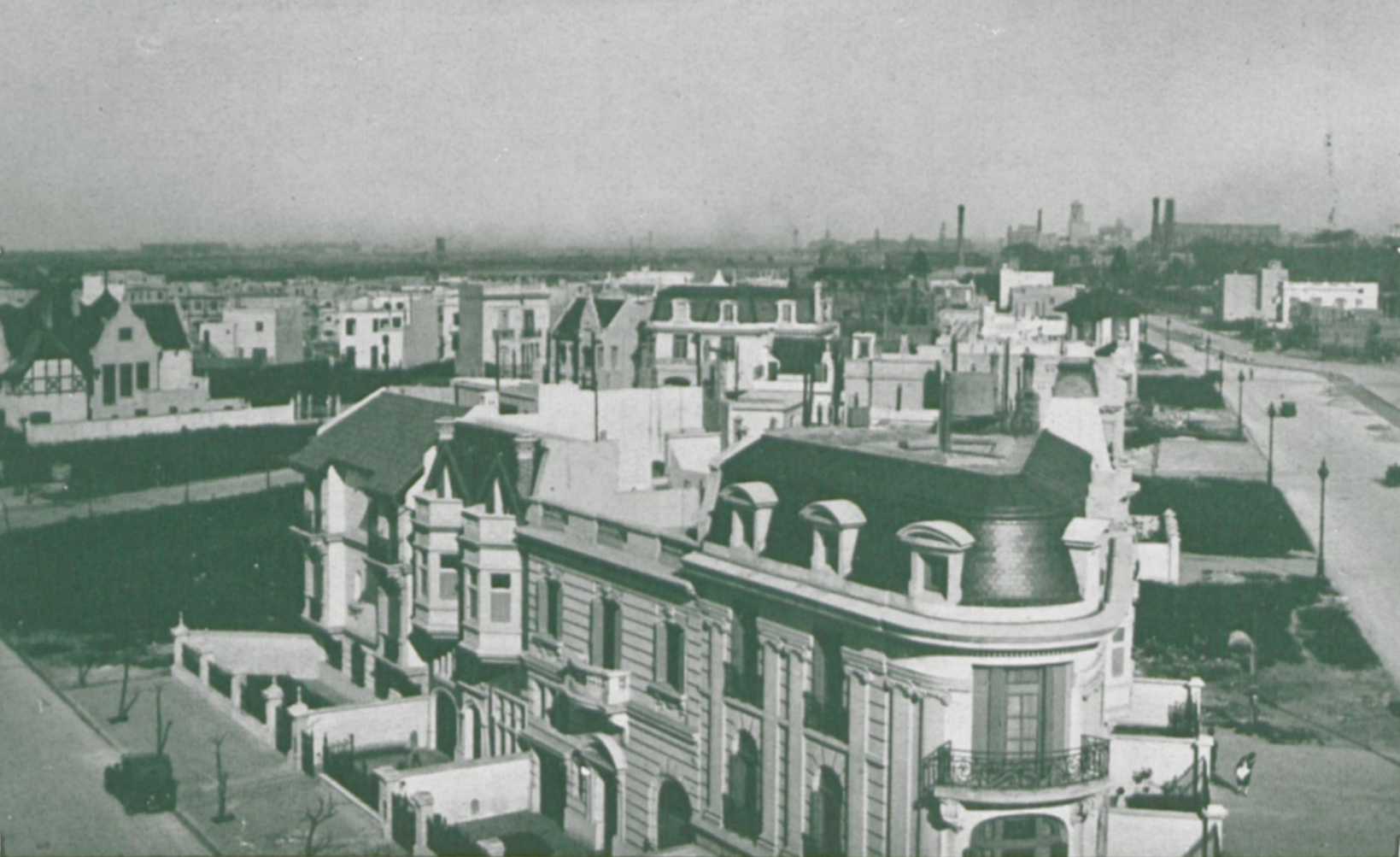
Vista aérea del Palacio Tezanos Pinto de Buenos Aires.